# Bates College
Bates College är ett privat liberal arts college i Lewiston, Maine, USA. Det etablerades 1855 och är Maines tredje äldsta college efter Bowdoin College och Colby College.

## Alumner
| Författare - Elizabeth Strout Idrottare - Andrew Byrnes | Politiker - Carroll L. Beedy - Ben Cline - Bob Goodlatte - Carl Milliken - Edmund Muskie |